# Acht Schulen des Konfuzianismus
Acht Schulen des Konfuzianismus (chinesisch 儒家八派, Pinyin Rújiā bāpài) ist ein Begriff, der für die kleineren konfuzianischen Schulen während der Zeit der Streitenden Reiche verwendet wird. Im 50. Kapitel des Buches Han Feizi (Meister Han Fei) heißt es, dass sich seit dem Tod des Konfuzius die folgenden Schulen herausbildeten: Schule von Zizhang, Schule von Zisi, Schule von Yan Hui, Schule von Meng Ke, Schule von Qidiao, Schule von Zhongliang, Schule von Sun  (= Xun Kuang) und Schule von Yuezheng.

„自孔子之死也，有子張之儒，有子思之儒，有顏氏之儒，有孟氏之儒，有漆雕氏之儒，有仲良氏之儒，有孫氏之儒，有樂正氏之儒。“

Die einflussreichsten davon waren die von Meister Meng (Mencius) und Meister Xun.